# If You Feel My Love
"If You Feel My Love" este primul single a trupei române Blaxy Girls. Versurile sunt scrise de Rucsandra Iliescu, iar melodia de Costi Ioniță. Există și varianta în limba română , pe nume Oare Trebuie să Pierzi.
La această melodie s-a făcut și un videoclip.
Melodia a devenit un mare hit în România, Moldova, Bulgaria, Ungaria, Ucraina și Polonia.

## Videoclip
În luna august 2008 a fost lansat videoclipul piesei, filmat pe 20 iulie 2008 în cartierul Soveja din Constanța. Videoclipul a fost premiat în categoria Best Music Video de către topurile Neptun TV în august 2009. Același videoclip este folosit și pentru versiunea românească a melodiei.

## Recepție
Piesa de debut a fetelor a adus și cel mai mare succes de-al lor, până în luna aprilie 2009. Piesa a ajuns pe locul 1 încă din prima săptămână în Fresh Top 40 și alte 7 topuri românești. În Romanian Top 100 a ajuns la locul 1, menținându-și poziția timp de 3 săptămâni. De altfel a devenit lidera topurilor din Bulgaria, Polonia, Ucraina, Ungaria și Moldova și pe locul 7 în topul UK Singles Chart, pentru prima oară din 2004, cu O-Zone. De asemena a ajuns și în topurile din Suedia, Norvegia, Finlanda, Rusia, Spania și în Euro Top 200. Videoclipul a fost lansat și în Asia, Statele Unite și America Latină în 2009. Pe 7 iulie 2009 piesa a fost lansată oficial și pe site-ul iTunes, fiind descărcată de 1860 de ori până la data actuală.
În anul 2020, versiunea Cheaow Mix a melodiei a devenit virală pe Internet în lumea largă, după ce aceasta a fost asociată cu o scenă din desenul animat Tom și Jerry, unde Tom se învârte pe un disc de fonograf, acesta având caricatura stereotipică a unui chinez.

## Lista Pieselor
| Versiunea Oficială 1. "If You Feel My Love Album Version" (3:12) 2. "Cheaow Remix" (3:42) 3. "Club Mix" (4:18) | CD single Bulgaria 1. "If You Feel My Love Album Version" (3:12) 2. "If You Feel...LIVE" (3:18) Versiunea Karaoke 1. "If You Feel My Love Album Version" (3:12) 2. "If You Feel...Karaoke" (3:12) |

## Topuri
| Top (2009)        | Poziție maximă |
| ----------------- | -------------- |
| Romanian Top 100  | 1              |
| Europe Hot 200    | 95             |
| Fresh Top 40      | 1              |
| Bravo Top         | 1              |
| TVR Tops          | 1              |
| U Tops            | 1              |
| Bulgarian Top 100 | 1              |

## Oare Trebuie să Pierzi
"Oare trebuie să pierzi" este versiunea în limba Română a melodiei "If You Feel My Love", cântată de Blaxy Girls. A fost realizată la începutul lunii septembrie 2008, iar videoclipul a putut fi vizionat pentru prima oară în limba română pe MTV pe  data de 12 septembrie 2008.

## Videoclipul
Videoclipul este același precum cel de la melodia "If You Feel My Love". Fetele Blaxy privesc un show de skateboard și cântă melodia.

## Lista pieselor
1. "Oare Trebuie să Pierzi" (3:12)
2. "If You Feel My Love - Live" (3:18)
3. "If You Feel.../Oare Trebuie... Karaoke" (3:12)

## Recepție
"Oare trebuie să pierzi" nu a cunoscut același succes precum versiunea în limba engleză, nefind niciodată descărcată pe iTunes, și ajungând în top-urile Fresh Top 40, Romanian Top 100, U Tv Tops și B1 Tv Tops.

### Topuri
| Top (2009)         | Poziție maximă |
| ------------------ | -------------- |
| B1 TV Tops         | 1              |
| Fresh Top 40       | 1              |
| Bravo Top          | 6              |
| 1 Music Rock Chart | 7              |
| U Tops             | 1              |
| NTV Charts         | ?              |